# Geisenheim
Geisenheim (pronunciación en alemán: /ˈɡaɪ̯zn̩ˌhaɪ̯m/ⓘ) es una población del distrito de Rheingau-Taunus, en Hesse, Alemania. En 2005 tenía unos 12.000 habitantes. Se encuentra en la margen derecha del Rin, 3 km al este de Rüdesheim am Rhein y 21 km al oeste de Maguncia. Esta ciudad es sede del Forschungsanstalt Geisenheim (“Instituto de investigación Geisenheim”), un importante centro de investigación sobre enología y viticultura.

## Galería

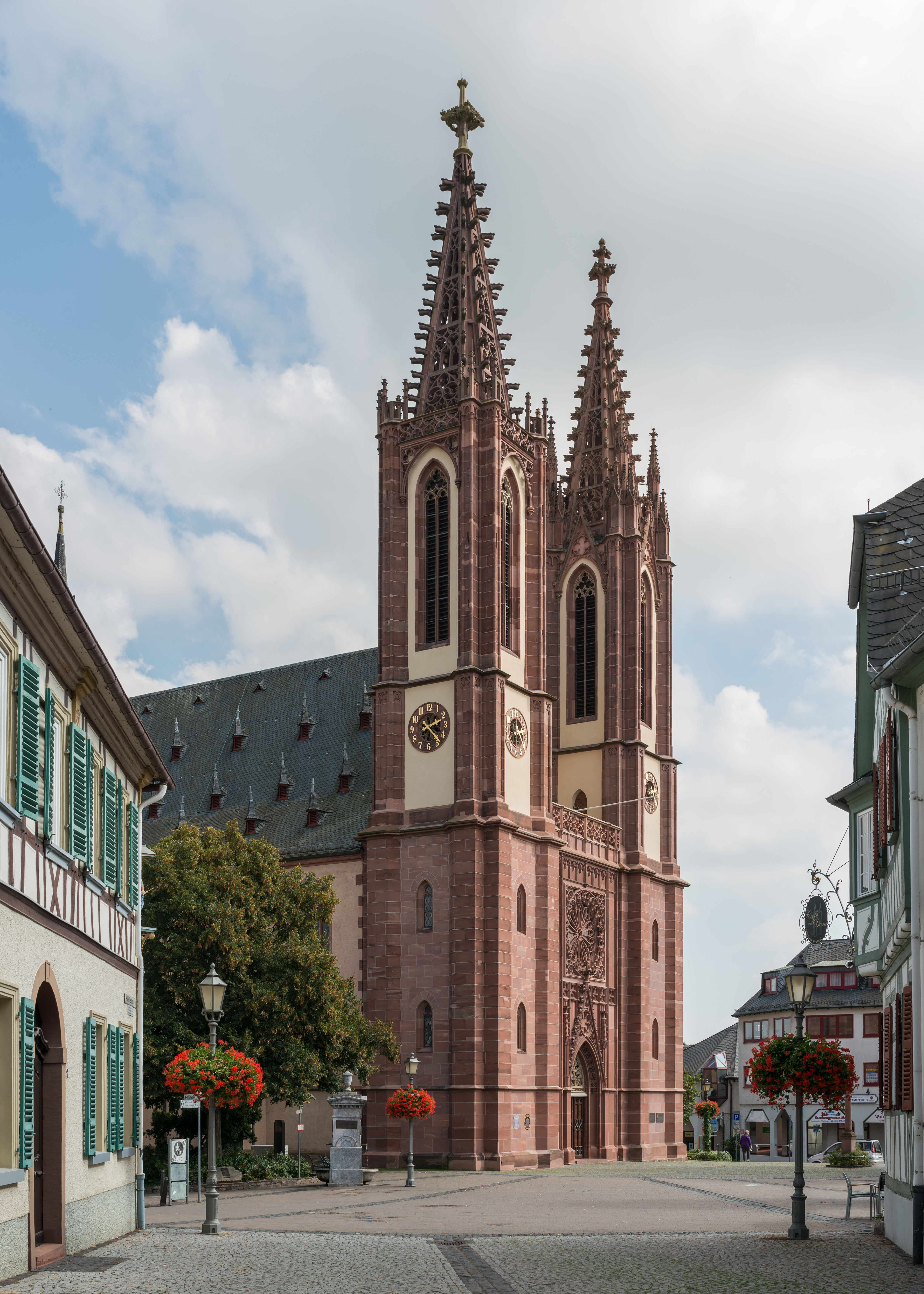
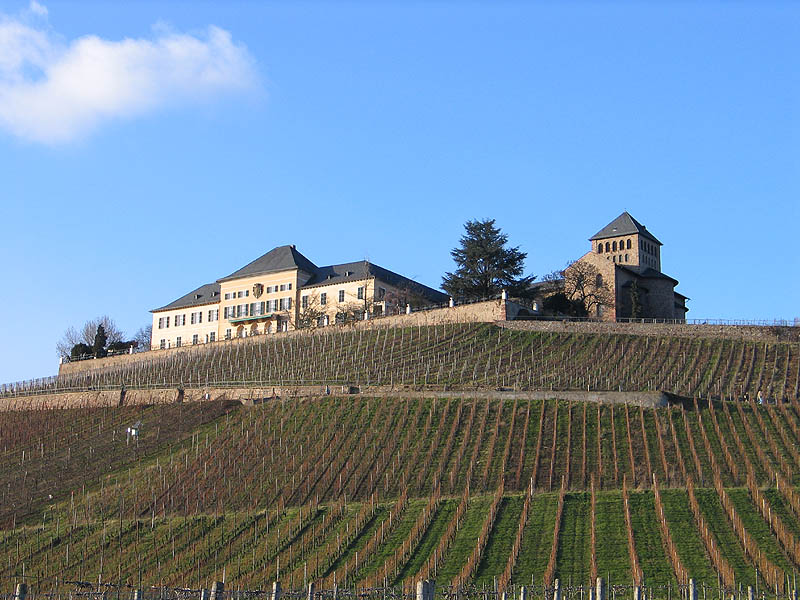
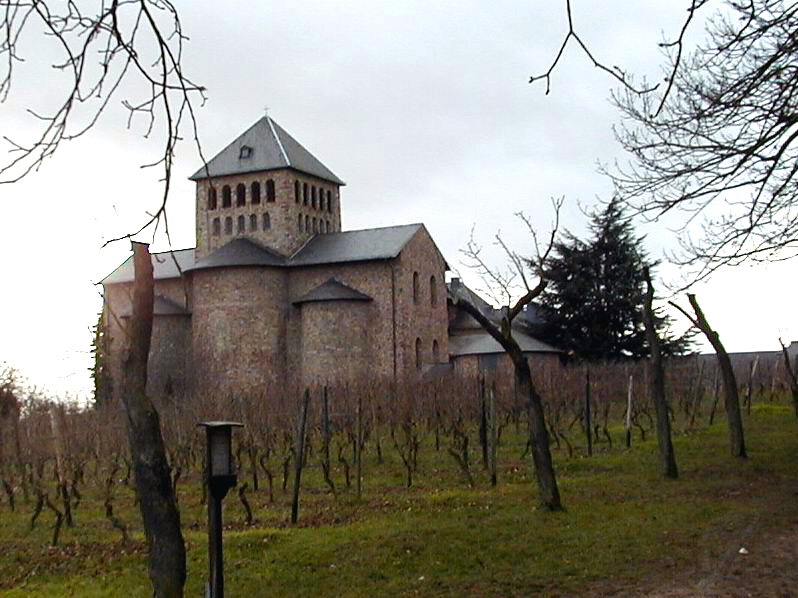
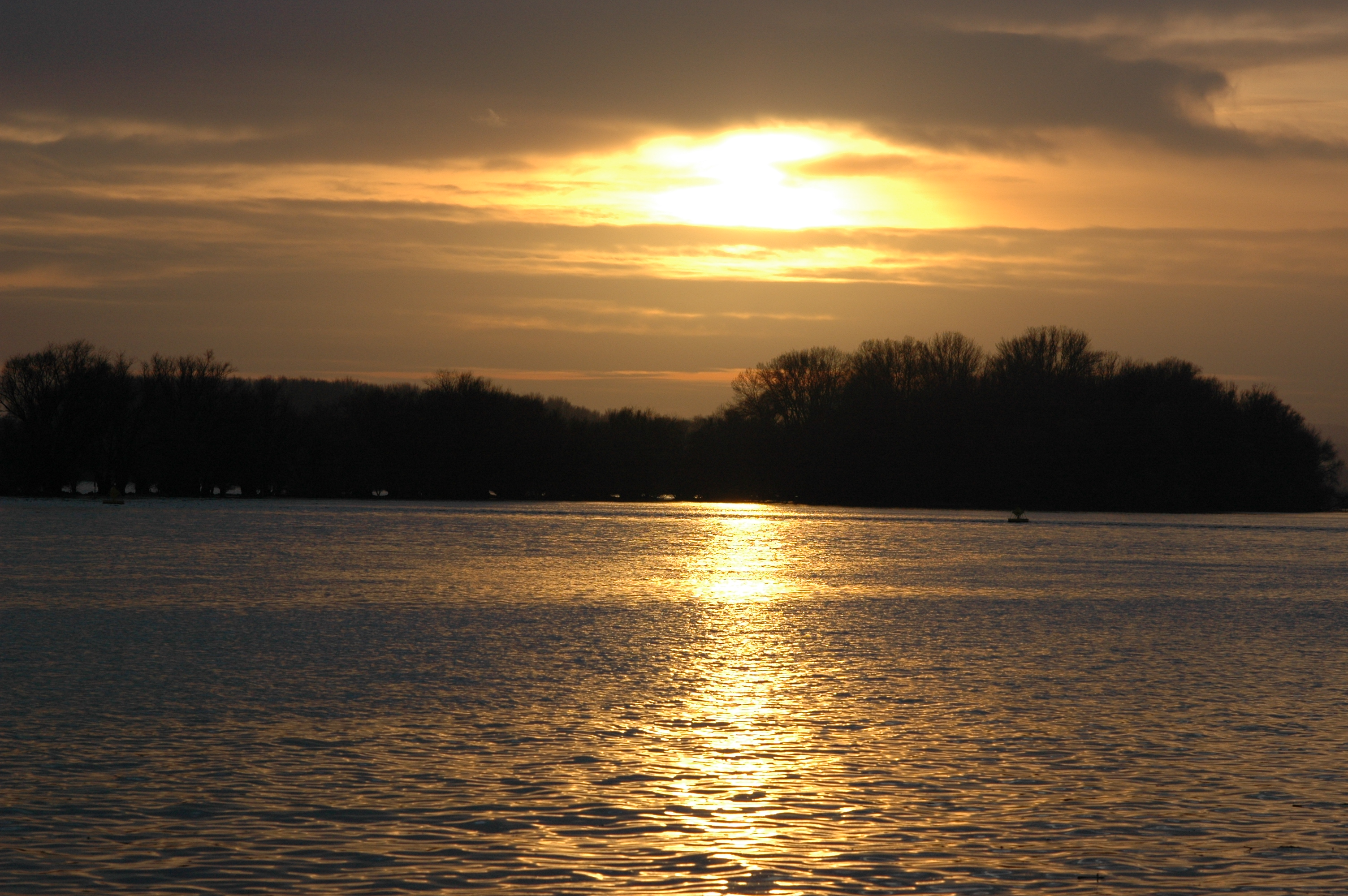
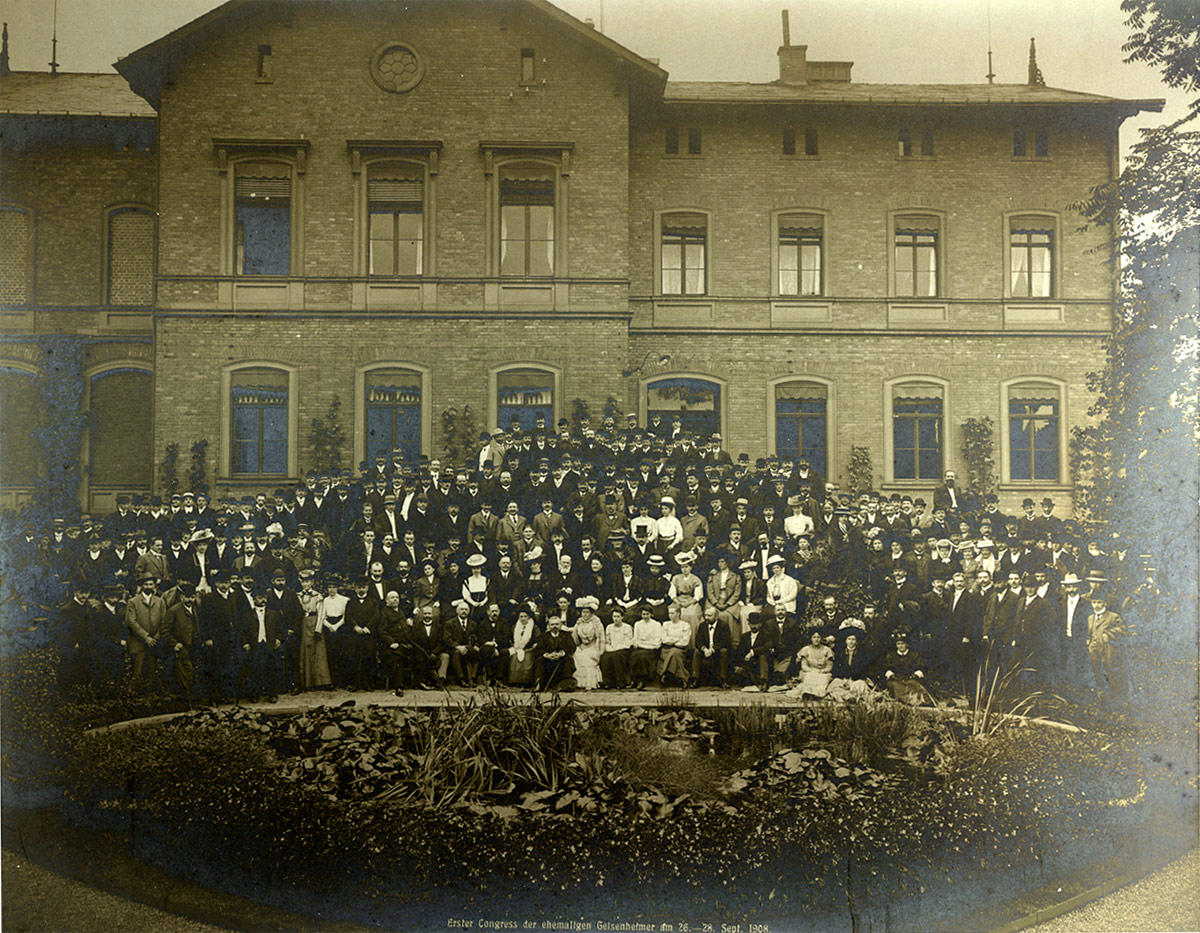
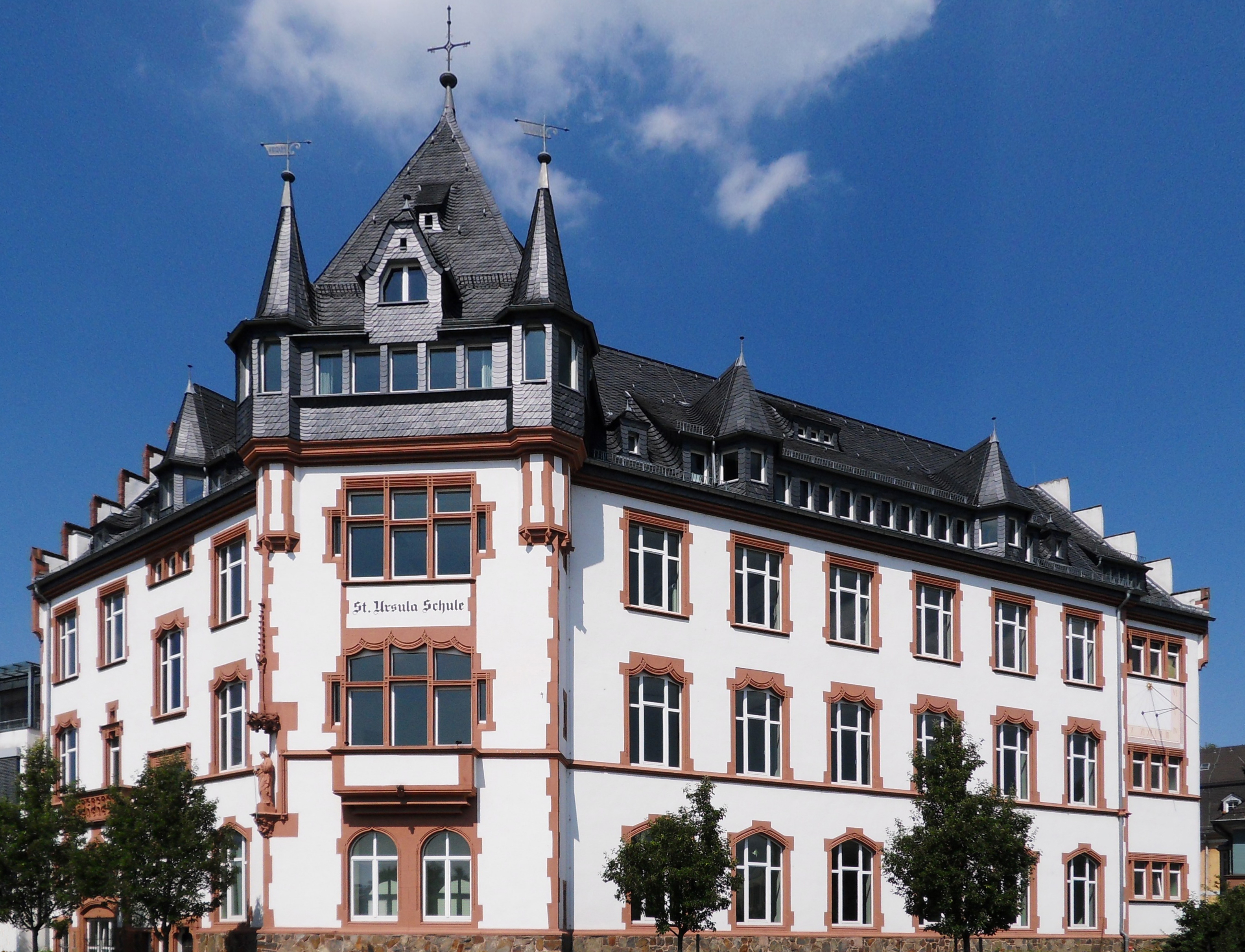
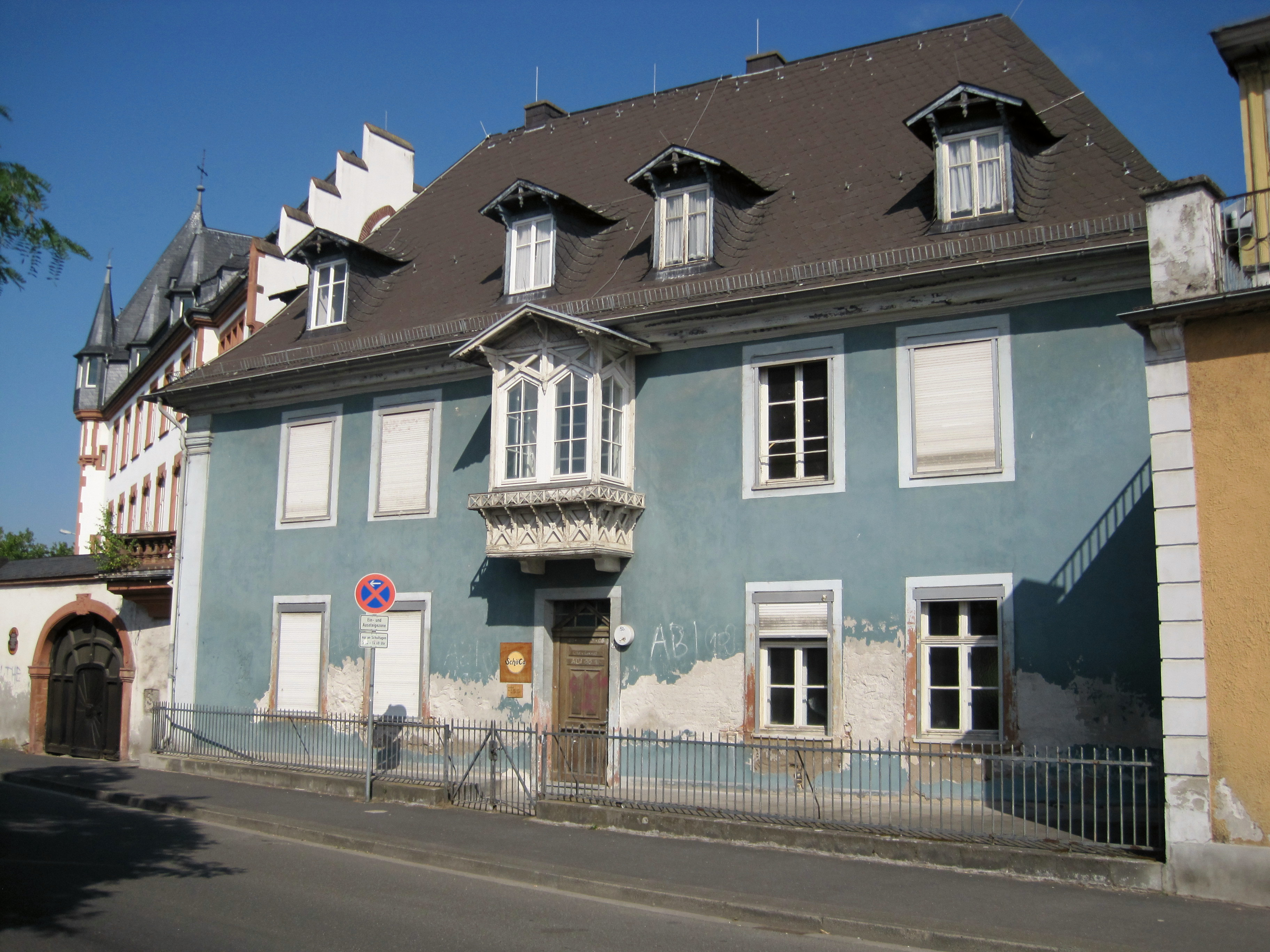
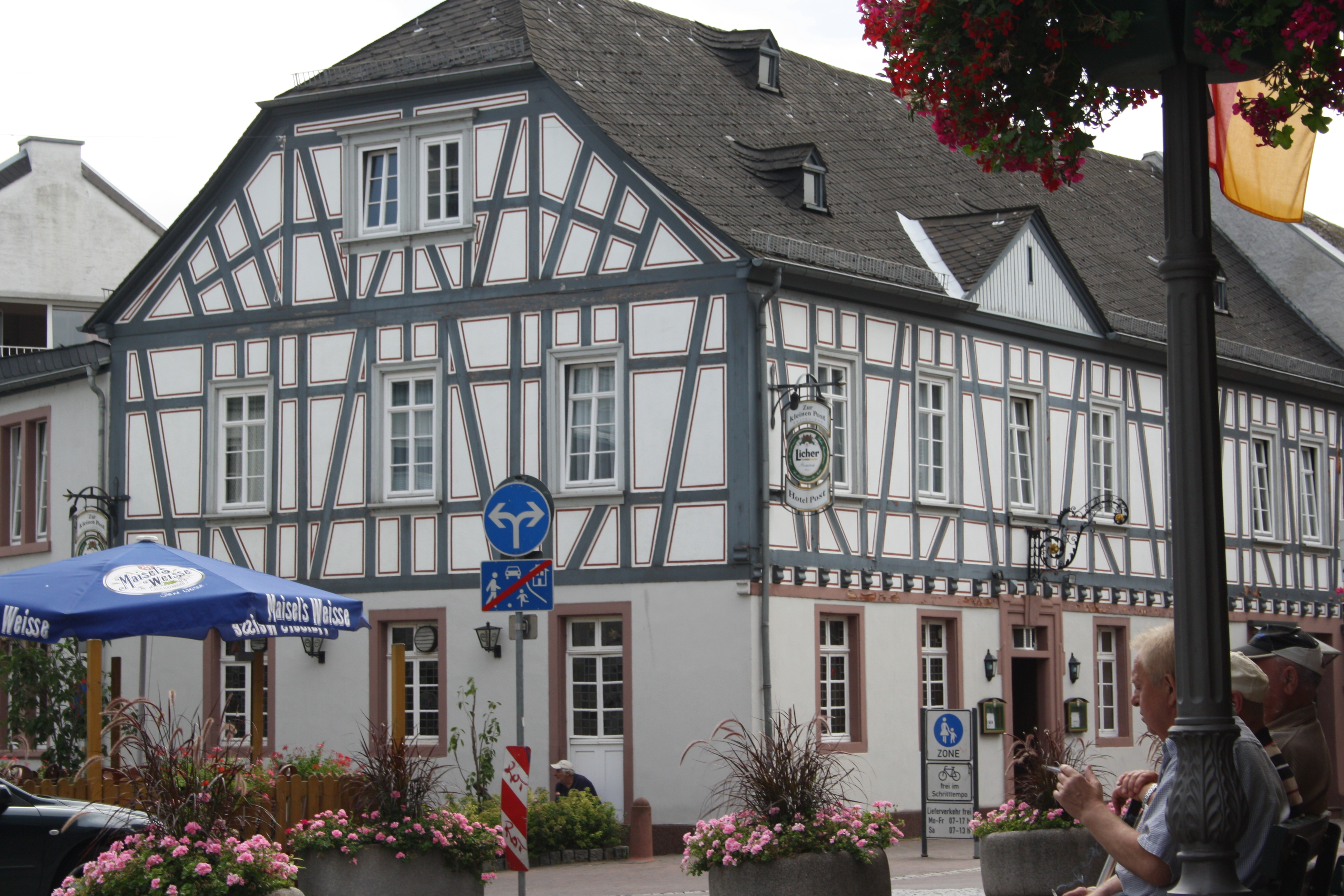
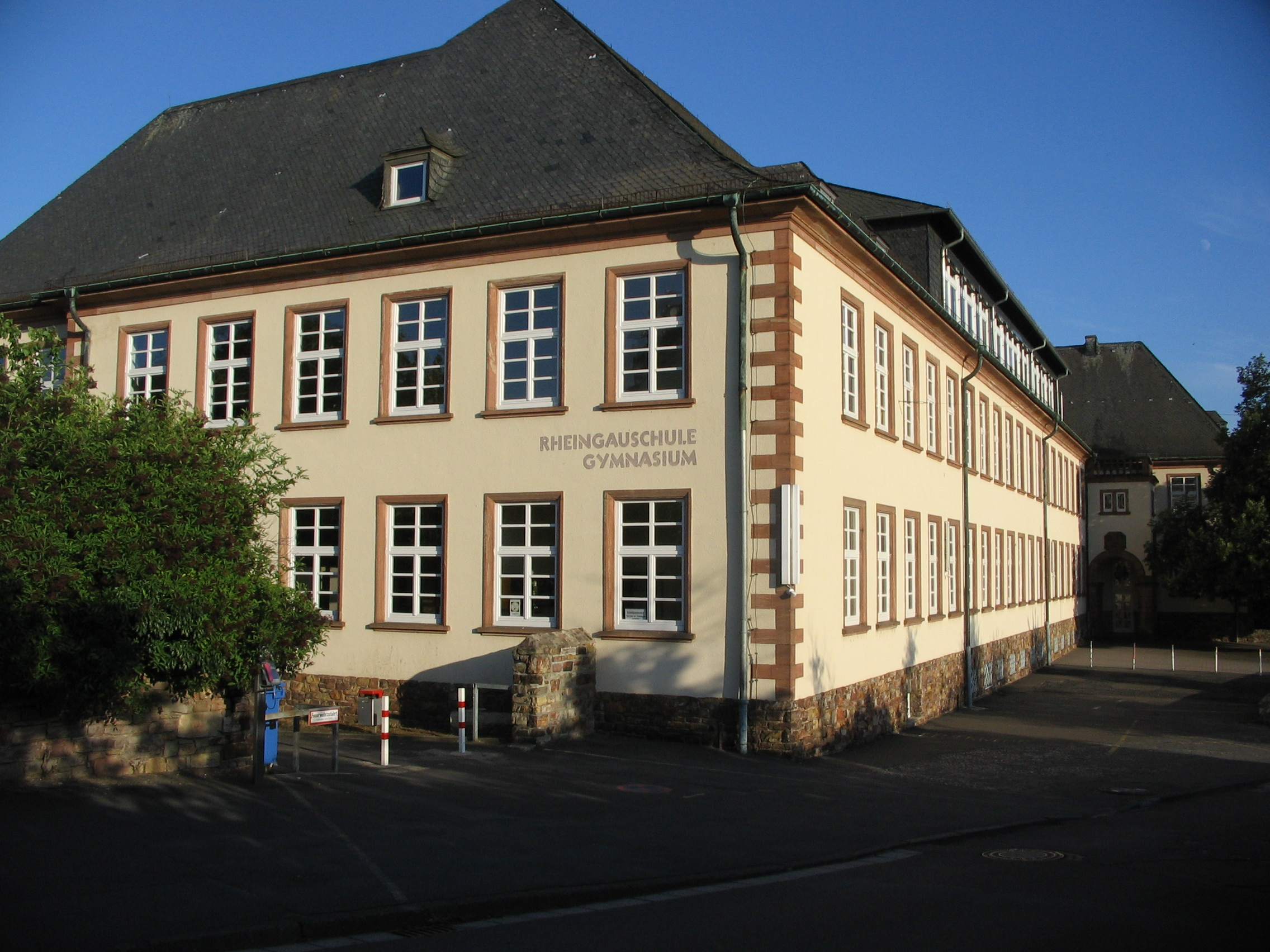